# Коле ди Сан Лоренцо (Перуђа)
Коле ди Сан Лоренцо је насеље у Италији у округу Перуђа, региону Умбрија.
Према процени из 2011. у насељу је живело 133 становника. Насеље се налази на надморској висини од 449 м.